# شگفت‌انگیز (ترانه جرج مایکل)
«شگفت‌انگیز» تک‌آهنگی از هنرمند اهل بریتانیا جرج مایکل است که در ۱ مارس ۲۰۰۴ منتشر شد.
این تک‌آهنگ در چارت‌های ایتالیا، اسپانیا، در رتبه اول و در چارت‌های اسکاتلند، استرالیا، دانمارک، جزو ده ترانه اول قرار گرفت.